# 梅田悦生の幸せ変更線
梅田悦生の幸せ変更線（うめだよしおのしあわせへんこうせん）は、健康食品通信販売会社バイオサプリ（旧社名・バイオナサ東京）の一社提供で、全国のAMラジオ局に配信されていたラジオ番組である。枠買い取り、持ち込み企画のインフォマーシャル（健康情報番組の体裁を採る）。2010年11月末にて終了し、同12月より出演者同一のまま『幸せ特急便』に改題した。
本項では、ほぼ同一内容の『おまかせ下さい!梅田悦生です』も併述する。

## 番組内容
両番組共に、医事関連の雑談や投稿への返答をしつつ、番組後半は自社製品の広告。

## 出演者
- 梅田悦生（耳鼻咽喉科医、赤坂山王クリニック院長）
- 花井あさみ（フリーアナウンサー、元新潟総合テレビ）

## ネット局・放送時間
放送時間はJST、2010年4月現在。
| 『梅田悦生の幸せ変更線』ネット局              | 『梅田悦生の幸せ変更線』ネット局 | 『梅田悦生の幸せ変更線』ネット局 | 『梅田悦生の幸せ変更線』ネット局 | 『梅田悦生の幸せ変更線』ネット局                                 |
| 放送地域                                      | 放送局                           | 放送日                           | 放送時間                         | 備考                                                             |
| --------------------------------------------- | -------------------------------- | -------------------------------- | -------------------------------- | ---------------------------------------------------------------- |
| 北海道                                        | 北海道放送（HBC）                | 日曜日                           | 08:45 - 09:00                    |                                                                  |
| 青森県                                        | 青森放送（RAB）                  | 日曜日                           | 14:45 - 15:00                    | 『良平のラジオにおいでよ!!』に内包                               |
| 岩手県                                        | IBC岩手放送                      | 日曜日                           | 07:45 - 08:00                    |                                                                  |
| 宮城県                                        | 東北放送（TBC）                  | 日曜日                           | 06:45 - 07:00                    |                                                                  |
| 福島県                                        | ラジオ福島（RFC）                | 日曜日                           | 06:00 - 06:15                    |                                                                  |
| 関東広域圏                                    | RFラジオ日本                     | 土曜日                           | 06:30 - 06:45                    |                                                                  |
| 新潟県                                        | 新潟放送（BSN）                  | 日曜日                           | 07:25 - 07:40                    |                                                                  |
| 山梨県                                        | 山梨放送（YBS）                  | 日曜日                           | 06:15 - 06:30                    |                                                                  |
| 石川県                                        | 北陸放送（MRO）                  | 土曜日                           | 06:45 - 07:00                    |                                                                  |
| 富山県                                        | 北日本放送（KNB）                | 日曜日                           | 05:45 - 06:00                    |                                                                  |
| 福井県                                        | 福井放送（FBC）                  | 日曜日                           | 07:45 - 08:00                    |                                                                  |
| 静岡県                                        | 静岡放送（SBS）                  | 日曜日                           | 06:25 - 06:40                    |                                                                  |
| 中京広域圏                                    | 東海ラジオ放送（SF）             | 土曜日                           | 06:00 - 06:15                    |                                                                  |
| 広島県                                        | 中国放送（RCC）                  | 土曜日                           | 06:00 - 06:15                    |                                                                  |
| 山口県                                        | 山口放送（KRY）                  | 土曜日                           | 05:45 - 06:00                    |                                                                  |
| 愛媛県                                        | 南海放送（RNB）                  | 土曜日                           | 08:30 - 08:45                    | 『木藤たかおのラヂオ本町!一丁目一番地!』に内包                   |
| 福岡県                                        | 九州朝日放送（KBC）              | 日曜日                           | 06:01 - 06:15                    |                                                                  |
| 大分県                                        | 大分放送（OBS）                  | 日曜日                           | 06:00 - 06:15                    |                                                                  |
| 長崎県・佐賀県                                | 長崎放送（NBC）                  | 土曜日                           | 06:15 - 06:30                    | 佐賀県はNBCラジオ佐賀                                            |
| 熊本県                                        | 熊本放送（RKK）                  | 日曜日                           | 07:40 - 07:55                    |                                                                  |
| 宮崎県                                        | 宮崎放送（MRT）                  | 日曜日                           | 06:45 - 07:00                    |                                                                  |
| 鹿児島県                                      | 南日本放送（MBC）                | 日曜日                           | 05:45 - 06:00                    |                                                                  |
| 沖縄県                                        | 琉球放送（RBC）                  | 日曜日                           | 07:30 - 07:45                    |                                                                  |
| 『梅田悦生の幸せ変更線』過去のネット局        |                                  |                                  |                                  |                                                                  |
| 放送地域                                      | 放送局                           | 放送日                           | 放送時間                         | 備考                                                             |
| 北海道                                        | STVラジオ                        | 土曜日                           | 05:30 - 05:45                    | 2009年3月で打ち切り                                              |
| 兵庫県                                        | ラジオ関西（CRK）                | 金曜日                           | 12:45 - 13:00                    | 『ばんばひろふみ!ラジオ・DE・しょー!』に内包 2008年9月で打ち切り |
| 『おまかせ下さい!梅田悦生です』ネット局       |                                  |                                  |                                  |                                                                  |
| 放送地域                                      | 放送局                           | 放送日                           | 放送時間                         | 備考                                                             |
| 関東広域圏                                    | RFラジオ日本                     | 日曜日                           | 07:30 - 07:45                    |                                                                  |
| 山口県                                        | 山口放送（KRY）                  | 日曜日                           | 09:30 - 09:45                    |                                                                  |
| 沖縄県                                        | ラジオ沖縄（ROK）                | 日曜日                           | 08:45 - 09:00                    |                                                                  |
| 『おまかせ下さい!梅田悦生です』過去のネット局 |                                  |                                  |                                  |                                                                  |
| 放送地域                                      | 放送局                           | 放送日                           | 放送時間                         | 備考                                                             |
| 中京広域圏                                    | 東海ラジオ放送（SF）             | 金曜日                           | 06:00 - 06:15                    | 2010年3月で打ち切り。後番組は『悠々百科』                        |

※出典：三才ブックス刊行『ラジオ番組表』2008年春号・秋号、2009年春・秋号、2010年春号